# Konstantía Gourzí
Konstantia Gourzi (født 31. marts 1962 i Athen, Grækenland) er en græsk komponist, professor, dirigent, lærer og pianist.
Gourzi studerede komposition, direktion og klaver på Musikkonservatoriet i Athen (1987-1992). Hun studerede herefter komposition i Berlin hos bla. Karlheinz Stockhausen, Hans Werner Henze, og direktion hos bla. Bernard Haitink og Günter Wand.
Gourzi har skrevet orkesterværker, kammermusik, korværker, operaer, instrumentalmusik for mange instrumenter etc.
Hun har været lærer og professor i direktion på University of Music and Performing Arts i München siden (2002). Gourzi var assistent som dirigent til Claudio Abbado hos Berliner Filharmonikerne (1993-1996), og hun arbejdede tæt sammen med komponisten og pianisten György Kurtág.

## Udvalgte værker
- Mykene - 7 miniature (2002) - for orkester
- Påske i Konstantinopel (2009) - for orkester
- Seks breve til Callas (2012-2013) - for orkester
- Eros (2014-2015) - for sopran og orkester